# إيان تشارلزون
إيان تشارلزون (بالإنجليزية: Ian Charleson)‏ (11 أغسطس 1949 - 6 يناير 1990)، هو ممثل مسرحي وسينمائي اسكتلندي. اشتهر عالميا لدوره البطولي كرياضي أولمبي إريك ليدل في فيلم عربات النار الحائز على جائزة الأوسكار عام 1981. وهو معروف أيضًا بلعب دور للقس تشارلي أندروز في فيلم غاندي عام 1982 الحائز على جائزة الأوسكار.

## روابط خارجية
- Ian Charleson في قاعدة بيانات الأفلام على الإنترنت
- Ian Charleson في موقع شاشة الإنترنت [الإنجليزية]‏ التابع لمعهد الفيلم البريطاني
- السيرة الذاتية على أفلام تيرنر الكلاسيكية
- مقال بقلم آلان بيتس من فور إيان تشارلزون: تحية
- مقال بقلم إيان ماكيلين من فور إيان تشارلزون: تحية
- خطاب إيريك ليدل عربات النار كتبه إيان تشارلزون نفسه
- إيان تشارلزون في بريتانيكا على الإنترنت
- 1994 مقال بقلم جون بيتر في صحيفة صنداي تايمز ، تذكر تشارلزون 1989 هاملت